# William Meade Fishback
William Meade Fishback (* 5. November 1831 in Jefferson, Virginia; † 9. Februar 1903 in Fort Smith, Arkansas) war ein US-amerikanischer Politiker und zwischen 1893 und 1895 Gouverneur von Arkansas.

## Frühe Jahre
Fishback studierte bis 1855 an der University of Virginia. Nach einem Jurastudium und einem Umzug nach Illinois wurde er dort im Jahr 1857 als Rechtsanwalt zugelassen. Ein Jahr später kam er nach Greenwood in Arkansas, wo er mit Richter Solomon F. Clerk eine Anwaltskanzlei betrieb. Als im Jahr 1861 die Frage der Sezession von Arkansas im Raum stand, sprach sich Fishback entschieden für einen Verbleib in der Union aus. Nachdem sich der Staat mehrheitlich für die Sezession entschieden hatte, verließ Fishback den Staat. Im Jahr 1863 kehrte er mit der Unionsarmee in das Land zurück. Er gab dann die unionsfreundliche Zeitung „Unconditional Union“ heraus. Dann rekrutierte er etwa 900 Mann für die Unionsarmee. Er selbst wurde als Oberst Kommandeur dieser Einheit.

## Politischer Aufstieg
Im Jahr 1864 wurde er in Arkansas zum neuen US-Senator bestimmt. In Washington wurde er aber nicht akzeptiert, weil Arkansas offiziell noch nicht wieder in die Union aufgenommen worden war. Im Jahr 1874 war er Delegierter auf dem Kongress, der die Verfassung des Staates überarbeitete. Zwischen 1871 und 1881 war Fishback Abgeordneter im Repräsentantenhaus von Arkansas. Dort sorgte er für einen Zusatz zur Verfassung (Fishback-Amendment), der es dem Staat untersagte, bestimmte Anleihen zurückzuzahlen. Im Jahr 1892 wurde Fishback als Kandidat der Demokratischen Partei zum Gouverneur von Arkansas gewählt.

## Gouverneur von Arkansas
Fishbacks zweijährige Amtszeit begann am 8. Januar 1893. In dieser Zeit widmete sich der Gouverneur vor allem dem Erscheinungsbild von Arkansas nach außen. Dafür bot die Staatsausstellung ein gutes Forum. Wichtige politische Entscheidungen hat er in seiner Amtszeit nicht getroffen.

## Weiterer Lebenslauf
Nach dem Ablauf seiner ereignisarmen Amtszeit war Fishback als Anwalt in Fort Smith tätig. Dort ist er im Jahr 1903 an einem Schlaganfall verstorben. Er war mit Adelaide Miller verheiratet, mit der er fünf Kinder hatte.